# Киршштейн, Вильгельм
Вильгельм Киршштейн (нем. Wilhelm Kirschstein; 1863—1946) — немецкий миколог.

## Биография
Вильгельм Киршштейн родился 1 октября 1863 года в семье владельца рыбной лавки Вильгельма Киршштейна в Хафельланде. Начальное образование получал в Гросбенице (ныне — часть Науэна), затем учился в семинарии в Кёпенике. Некоторое время он работал в школе в Ратенове, где сдал экзамен, дающий право на преподавание в средней школе. Затем Киршштейн преподавал в лицее в Панкове. Через несколько лет он стал директором школы для мальчиков в Панкове.
В 1906 году Вильгельм Киршштейн женился на Хедвиг Мюнстер, детей у них не было.
В свободное от преподавательской деятельности время Киршштейн занимался изучением природы окрестностей Ратенова, Кляйнбеница и Гросбеница. Наибольший интерес для него представляли аскомицеты и дейтеромицеты, определять которые ему на протяжении десяти лет совместной работы в Ратенове помогал Трауготт Плёттнер. Впоследствии Киршштейн назвал в его честь род Ploettnerula (впоследствии — синоним Pirottaea). В 1896 году Киршштейн был избран членом Бранденбургского ботанического общества, в 1933 году стал его почётным членом.
В 1945 году после окончания Второй мировой войны объёмная библиотека Киршштейна вместе с его коллекциями грибов, в которой помимо образцов, собранных самим Киршштейном, имелись также образцы, присланные ему О. Япом, О. Э. Ульбрихом, Г. Ремом, Ф. Петраком, Г. Ловагом и другими учёными, были уничтожены. 11 декабря 1946 года Вильгельм Киршштейн скончался.

## Некоторые научные публикации
- Kirschstein, W. Sphaeriales // Kryptogamenflora von Brandenburg. — 1911. — Vol. 7(2). — P. 164—304.
- Kirschstein, W. Sphaerellaceae // Kryptogamenflora von Brandenburg. — 1938. — Vol. 7(3). — P. 305—448.

## Роды грибов, названные в честь В. Киршштейна
- Kirschsteinia Syd., 1906, nom. nov. [= Nitschkia G.H.Otth ex P.Karst., 1873]
- Kirschsteiniella Petr., 1923 [= Astrosphaeriella Syd. & P.Syd., 1913]